# Роклум
Роклум (нем. Roklum) — община в Германии, в земле Нижняя Саксония.
Входит в состав района Вольфенбюттель. Подчиняется управлению Ассе. Население составляет 464 человека (на 31 декабря 2010 года). Занимает площадь 8,34 км².
| Год  | Население |
| ---- | --------- |
| 1990 | 579       |
| 1995 | 581       |
| 2000 | 539       |
| 2005 | 508       |
| 2010 | 463       |